# 黒木謙吾
黒木 謙吾（くろき けんご、1999年7月6日 - ）は、埼玉県所沢市出身のプロサッカー選手。J3・テゲバジャーロ宮崎所属。ポジションはディフェンダー。

## 略歴
西武台高校卒業後、拓殖大学に進学。同大サッカー部では後にプロ入りする長峰祐斗、山中麗央らとプレーした。
2021年8月、2022年からのツエーゲン金沢加入内定が発表された。なお7月には同期の長峰も金沢加入が発表されており、二人はプロでもチームメイトになることとなった。翌9月には特別指定選手に承認された。
2023年8月4日、FC大阪へ期限付き移籍。12月1日、金沢、FC大阪共に契約満了を発表。
同年12月13日、Jリーグ合同トライアウトへの出場を経て、同年12月30日、テゲバジャーロ宮崎へ完全移籍加入する事が発表された。2024年11月17日、J3第37節・Y.S.C.C.横浜戦でJ初ゴール。

## 所属クラブ
- Forza’02
- 西武台高校
- 拓殖大学
  - 2021年9月 - 同年12月  ツエーゲン金沢（特別指定選手）
- 2022年 - 2023年  ツエーゲン金沢
  - 2023年8月 - 同年12月 FC大阪（期限付き移籍）
- 2024年 -  テゲバジャーロ宮崎

## 個人成績
| 国内大会個人成績 | 国内大会個人成績 | 国内大会個人成績 | 国内大会個人成績 | 国内大会個人成績 | 国内大会個人成績 | 国内大会個人成績 | 国内大会個人成績 | 国内大会個人成績 | 国内大会個人成績 | 国内大会個人成績 | 国内大会個人成績 |
| 年度             | クラブ           | 背番号           | リーグ           | リーグ戦         | リーグ戦         | リーグ杯         | リーグ杯         | オープン杯       | オープン杯       | 期間通算         | 期間通算         |
| 年度             | クラブ           | 背番号           | リーグ           | 出場             | 得点             | 出場             | 得点             | 出場             | 得点             | 出場             | 得点             |
| 日本             | 日本             | 日本             | 日本             | リーグ戦         | リーグ戦         | リーグ杯         | リーグ杯         | 天皇杯           | 天皇杯           | 期間通算         | 期間通算         |
| ---------------- | ---------------- | ---------------- | ---------------- | ---------------- | ---------------- | ---------------- | ---------------- | ---------------- | ---------------- | ---------------- | ---------------- |
| 2022             | 金沢             | 3                | J2               | 11               | 0                | -                | -                | 1                | 0                | 12               | 0                |
| 2023             | 金沢             | 3                | J2               | 4                | 0                | -                | -                | 0                | 0                | 4                | 0                |
| 2023             | FC大阪           | 43               | J3               | 4                | 0                | -                | -                | -                | -                | 4                | 0                |
| 2024             | 宮崎             | 33               | J3               | 36               | 1                | 1                | 0                | 3                | 0                | 40               | 1                |
| 2025             | 宮崎             | 33               | J3               |                  |                  |                  |                  |                  |                  |                  |                  |
| 通算             | 日本             | 日本             | J2               | 15               | 0                | -                | -                | 1                | 0                | 16               | 0                |
| 通算             | 日本             | 日本             | J3               | 40               | 1                | 1                | 0                | 3                | 0                | 44               | 1                |
| 総通算           | 総通算           | 総通算           | 総通算           | 55               | 1                | 1                | 0                | 4                | 0                | 60               | 1                |

- 2021年 特別指定選手としての公式戦出場無し

出場歴
- Jリーグ初出場 - 2022年7月6日 J2第25節 vsザスパクサツ群馬（石川県西部緑地公園陸上競技場）
- Jリーグ初得点 - 2024年11月17日 J3第37節vsY.S.C.C.横浜 （いちご宮崎新富サッカー場）